# Afromelittodes
Afromelittodes är ett släkte av tvåvingar. Afromelittodes ingår i familjen rovflugor.
Kladogram enligt Catalogue of Life:
| Afromelittodes | \| \| Afromelittodes mimos \| \| \| \| \| \| Afromelittodes solis \| \| \| \| |
|                | \| \| Afromelittodes mimos \| \| \| \| \| \| Afromelittodes solis \| \| \| \| |
|                | Afromelittodes mimos                                                          |
|                |                                                                               |
|                | Afromelittodes solis                                                          |
|                |                                                                               |